# 甲斐姬
甲斐姬（日语：／ Kaihime，1572年—？）是日本戰國時代忍城城主成田氏長的長女，豐臣秀吉的側室。天正18年（1590年）小田原征伐爆發，氏長前往小田原城支援，留下的甲斐姬和其他成田氏一族在忍城成功抵擋豐臣氏的進攻而為人所知。在後北條氏投降後不久，甲斐姬成為豐臣秀吉的側室，並且獲得淀殿信任，負責養育豐臣秀賴和其女兒天秀尼。然而，由於只有後世史料記述甲斐姬的生平，因此其真實性存疑。

## 生平

### 誕生
甲斐姬是忍城城主成田氏長與最初的正室、上野國金山城城主由良成繁之女所生。天正12年（1584年），後北條氏進攻金山城期間，甲斐姬的外祖母妙印尼雖然已經年屆71歲，卻仍然在攻城戰中擔任指揮，而甲斐姬的母親同樣是武藝了得之人。
天正元年（1573年），隨著成田氏與由良氏的關係惡化，甲斐姬在兩歲時與母親分開，由後母養育成人，並且與作為繼母的太田資正之女以及異母妹卷姬和敦姬等相處融洽。她在19歲時便獲評為「東國無雙的美人」，加上精通武藝和軍事等，獲讚賞為「如果是男子的話，定能振興成田家，讓其聞名天下的人物。」

### 忍城之戰

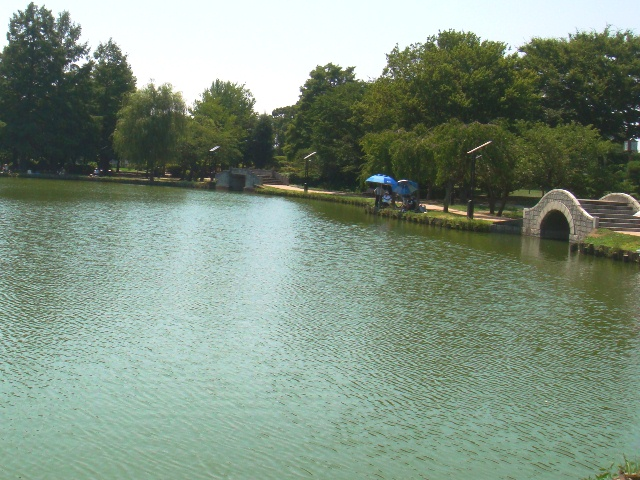
位於忍城的水城公園。豐臣方曾經在這裡逗留約一個月，直至攻城戰結束。

天正18年6月4日（1590年7月5日），豐臣秀吉發動小田原征伐，由石田三成率領23,000人進攻由約500名士兵加上城下町居民，總共約3,000人防守的忍城。由於忍城四周是濕地，而且城代成田泰季率領的守軍亦士氣高昂，因此豐臣軍未能輕取城池。攻城戰期間，城代泰季發燒，及後病死，臨死前向其夫人和甲斐姬交代道：「擔此重任卻在途中快要死去，實在是很遺憾。必要時就讓成田長親代替我吧。」其後，成田氏家臣便擁立長親為總大將。
面對成田軍的抵抗，三成採用以往進攻備中高松城時所用的水攻來應對。三成在忍城四周興建稱為石田堤的堤壩，將水引入忍城，試圖讓忍城一帶變為澤國，礙於四周地形的問題，儲水的速度相對緩慢，最終在6月16日（7月17日）從荒川和利根川引流才成功注滿堤壩。另一方面，忍城附近在6月18日（7月19日）前後開始下起梅雨。受到雨勢影響，同日半夜堤壩出現兩處缺口，大量河水流向石田軍陣營，導致約270人溺死，亦有說法指成田軍趁深夜破壞堤壩才導致此事發生。
6月25日（7月26日），攻佔岩槻城和鉢形城等地的淺野長政奉命前往支援三成，長政在6月27日（7月28日）於大手口策劃進攻。其後，淺野軍直逼忍城本丸，接報的城代長親計劃親身上陣，但是遭到甲斐姬阻止，及後她穿上鎧兜，手持成田氏的傳家名刀「浪切」，率領約200名騎兵出陣。在她趕到前，負責於佐間口防守的正木利英率先趕至，並且成功阻止淺野軍的攻勢，甲斐姬本人亦斬殺了大量敵軍。
7月5日（8月4日），三成和佐竹義重從下忍口、長政和長束正家從持田口以及大谷吉繼和宇都宮國綱從佐間口三方面同時進攻忍城，其中長政、真田昌幸和真田信繁父子等在持田口一帶與成田軍展開激烈的戰鬥，礙於成田軍在其他地方均與豐臣軍呈對峙狀態，無法派出援軍，甲斐姬便從本丸率領約200名騎兵前往持田口增援。期間，她與兒島高德的後裔三宅高繁對陣時，對方調戲她說道：「女將軍啊，您就做我的妻子吧」，最終甲斐姬用弓箭將其射殺。 
7月6日（8月5日），後北條軍的總大將北條氏直向豐臣軍投降，由於在小田原城開城投降後，成田軍仍然在忍城抵抗豐臣軍，秀吉便命氏長派人前往忍城，通知他們小田原城已經開城的消息，並且要求忍城開城投降。最終，城代長親應使者的請求開城投降，在7月14日（8月13日）開城時，甲斐姬、城主夫人、卷姬和敦姬等女眷穿上甲冑騎著馬，在守城軍掩護下退至城的後方，其後才讓豐臣軍的總大將三成進駐忍城。

### 討伐濱田兄弟
按《真書太閤記》和《成田記》等記載，交出忍城後，成田氏寄身於蒲生氏鄉，及至同年9月氏鄉移封至陸奧國會津時亦有跟隨。氏鄉未有隨便對待氏長等人，而是將會津領內原本由蘆名盛氏治理的軍事重地福井城交給成田氏，賜其1萬石領地。氏長獲得領地後，以前的家臣紛紛前往效力，氏郷則讓剛剛成為家臣不久的濱田將監和其弟濱田十左衛門負責監視成田氏，儘管如此濱田兄弟最初對氏長還是盡忠盡義。
同年11月，陸奧中部爆發葛西大崎一揆同時，傳出伊達政宗出兵攻打會津領內的鹽川的消息，氏長為了支援蒲生賴鄉，便率領主要家臣出兵前往鹽川，讓濱田兄弟留守於福井城，但是其後兩人在某夜謀反，攻入本丸並且將成田氏的譜代家臣以及氏長之妻等人殺死。甲斐姬接報後怒不可遏，雖然她有約十數人在身邊，但是遭到濱田十左衛門派出約200人追殺，然而當她向叛軍說道：「向君主動刀的便是逆賊，非人所為。讓我看看關東武士為了忠義，不惜犧牲性命的節操吧。」，形勢隨之逆轉，濱田軍頓時潰不成軍，十左衛門試圖逃走時，甲斐姬快馬趕至將他斬殺。
氏長得知濱田兄弟謀反的消息後，在趕返福井城期間於黑川與成功逃脫的甲斐姬匯合，其後蒲生氏的援軍亦趕至，將福井城重重包圍，而將監企圖逃走期間，遇上手持薙刀埋伏多時的甲斐姬。在兩人角力期間，甲斐姬抓緊機會打掉將監手上的太刀，然後斬下其右腕，成功生擒對方。其後，將監被處以磔刑，然後斬首於城外示眾。

### 事後
秀吉得悉甲斐姬的武勇事蹟後，讓她成為自己的側室。按《關八州古戰錄》記載，氏鄉在奧州仕置後移封至會津，並且賞賜1萬石領地給氏長，而秀吉停留於下野小山期間，得知氏長之女美勇相傳以及在忍城之戰中的英姿，便秘密地約見對方。其後，秀吉回到上方後派使者前往會津，要求納氏長之女為側室。同樣的說法亦記載於新井白石的藩翰譜中，相關事蹟在現今的栃木縣小山市亦流傳下來。由於甲斐姬成為秀吉側室，原本寄身於氏郷的氏長在天正19年（1591年）亦獲增封至下野烏山2萬石，後來演變成為烏山藩）。
甲斐姬在大坂城的生活亦非無憂無慮，按《伊達世臣家譜面》記載，秀吉擁有16名側室，按照桑田忠親的作品顯示，甲斐姬是其中一位知道她名字的側室。慶長3年3月15日（1598年4月20日），從京都舉行的醍醐之花見時，甲斐姬曾經詠唱一曲一事開始，直至秀吉彌留之際，甲斐姬也陪伴在其左右，但是同年8月18日（9月18日）秀吉死後，就再沒有關於甲斐姬的消息。
有些說法指甲斐姬取得淀殿的信任，負責照料豐臣秀賴，而且由於擅武亦同時附有隱密的效用，另外同時負責照顧秀賴與側室所生的女兒（後來的天秀尼），後來大坂之陣爆發後，甲斐姬與天秀尼一同前往相模國鎌倉的東慶寺。另一方面，在記錄秀賴的侍奉者的文獻中，未見提及甲斐姬的名字。

## 爭議
甲斐姬的美貌、武藝以及在忍城之戰中與繼母等人共同指揮守城軍的記錄，是源於由後世編撰的《成田記》和《真書太閤記》等文獻。截至2013年為止，唯一能夠確認的資訊是她成為秀吉的側室，並且伴其終老為止。有關甲斐姬的事蹟與其他大部分的女性歷史人物一樣，由於缺乏詳細的記錄，難以証明其真實性，單憑後世編撰的文獻的話，她是否真實存在便成為疑問。
有關甲斐姬的事蹟詳細記錄在安永年間（1772年－1780年）寫成的《真書太閤記》以及文化至文政年間（1804年－1830年）寫成的《成田記》內。《成田記》是描述成田氏的發展過程，相信《成田記》作者小沼十五郎保道基於《舊成田記》加上參考《回國雜記》等一級史料以及《關八州古戰錄》、《甲陽軍鑑》等軍記物寫成，而《真書太閤記》作為歷史文獻的可信性則受到質疑。
秀吉死後，沒有記錄顯示甲斐姬返回成田氏領地下野國烏山居住，而成田氏的菩提寺位於熊谷市的龍淵寺亦沒有她的墓地。另一方面，在埼玉縣幸手市土生土長的吉羽氏保留據傳是由甲斐姬送贈，秀吉曾經使用過的便當盒，吉羽氏本來就是成田氏的家臣，後來奉命移住至幸手。據此，可以推測甲斐姬在忍城之戰後仍然與吉羽氏保持來往。
2012年8月，甲斐姬在秀吉舉行的醍醐之花見時詠唱的和歌短冊被發現，現在由京都的醍醐寺保存，短冊中有關花見的第120首和歌便據傳是甲斐姬的作品，該短冊的署名不是「甲斐」（かい）而是同音的。另外，第119首和歌，署名為的短冊亦被指是秀賴側室小石夫人的作品。

## 甲斐姬的去向

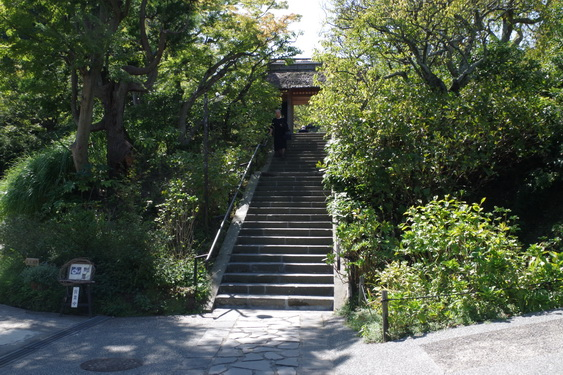
位於鎌倉的東慶寺。豐臣秀賴的女兒天秀尼在這裡出家，有一說法是當時天秀尼由甲斐姬陪同。

豐臣秀賴除了正室千姬外，亦有數名側室，其中一位是伊勢國北畠氏一族成田助直之女，名為小石夫人，她與秀賴之間育有一女（天秀尼）。雖然，小石夫人與甲斐姬的家系不同，但是由於混淆武藏和伊勢的成田氏，因此衍生甲斐姬與秀賴之女有關連的說法，其中有些說法指秀賴之女其實就是甲斐姬之女。
秀賴之女由岸和田城主小出吉英的家臣三宅善兵衛撫養，並且由其妻擔任乳母。慶長20年（1615年），大坂夏之陣爆發，當時秀賴之女與豐臣國松均身處於大坂城，城池陷落後的5月12日，她在京都郊外被埋伏多時的德川氏家臣京極忠高捕獲，國松在5月21日亦落入德川手中。秀賴之女在千姬的懇求下免去一死，在鎌倉東慶寺削髮為尼，是為天秀尼，並且在30歲左右成為第20任住持。
正保2年2月7日（1645年3月4日），天秀尼在37歲時死去，東慶寺的天秀尼墓地旁邊建有看來是屬於侍從的寶篋印塔，塔側面刻有「台月院殿明玉宗鑑大姊 天秀和尚御局 正保二年乙酉九月二十三日」，有些說法推測這是甲斐姬的墓地，而與天秀尼一同入寺的侍從正正就是甲斐姬。按《新東鑑》記載，三宅善兵衛在大坂之陣戰死後，其妻則在三宅氏下繼續生活，加上寶篋印塔形狀和院號顯示，侍從生前的身分高貴，不太可能是三宅善兵衛之妻的墓地。
據此，有些意見認為養育天秀尼的人應該是比三宅善兵衛之妻的地位要高，而且能夠逃離戰火、與千姬交涉尋求協助以及在命懸一線的情況下保護天秀尼進入東慶寺，三池純正認為甲斐姬存在的話，正好符合以上的條件。

## 逸事

### 緣切橋和淚橋
金山城主由良成繁與忍城主成田氏長關係惡化後，成繁強迫嫁給氏長的女兒返回娘家。氏長在不得不與妻子離婚的情況下，在城池背面的上荒井曲輪送別妻子，曲輪（後來行田市城西1丁目1番地附近）與城門之間架有一座橋，氏長和甲斐姬便在此送別，其後氏長之妻一行人去到北面的另一座橋時，氏長之妻不禁流下淚來。其後，一行人便通過皿尾口的城門，朝往妻沼方向，向金山城進發。後來，氏長和甲斐姬送別其妻的橋稱為「緣切橋」，其妻流淚時的橋則稱為「淚橋」。兩座橋直至明治時代為止仍然存在，當地的年輕情侶絕對不會渡過這兩座橋。

### 笄堀
忍城之戰時，大谷吉繼從大手門的西北方的北谷口攻向忍城。在事前的軍議中，雖然已經得出北谷口的地形不佳的結論，但是最終在吉繼攻擊的情況下，才倉忙挖掘護城河，當時從城內徵召婦女通宵趕工，在一夜之間便將護城河建成，護城河南北闊約5至6米，東西長約50米，其幼長形狀與古代日本女性使用梳理頭髮用的笄很相似，因而稱為「笄堀」。按福島東雄所寫的《武藏志》記載，此項工事由甲斐姬指揮，記有「氏長之女械（カイ，與甲斐一詞同音）統領婦女建造護城河和土方，如今稱為「搔髪堀」」。

## 家系
參照

| 成田親泰10 |            |            |            |            |            |  |  |            |            |            |            |            |            |  |  |            |            |            |            |            |            |  |  |  |  |  |  |  |  |  |  |  |  |  |  |  |  |  |  |  |  |  |  |
|            |            |            |            |            |            |  |  |            |            |            |            |            |            |  |  |            |            |            |            |            |            |  |  |  |  |  |  |  |  |  |  |  |  |  |  |  |  |  |  |  |  |  |  |
|            |            |            |            |            |            |  |  |            |            |            |            |            |            |  |  |            |            |            |            |            |            |  |  |  |  |  |  |  |  |  |  |  |  |  |  |  |  |  |  |  |  |  |  |
| 成田長泰11 | 成田長泰11 | 成田長泰11 | 成田長泰11 | 成田長泰11 | 成田長泰11 |  |  | 小田朝興   | 小田朝興   | 小田朝興   | 小田朝興   | 小田朝興   | 小田朝興   |  |  | 成田泰季   | 成田泰季   | 成田泰季   | 成田泰季   | 成田泰季   | 成田泰季   |  |  |  |  |  |  |  |  |  |  |  |  |  |  |  |  |  |  |  |  |  |  |
| 成田長泰11 | 成田長泰11 | 成田長泰11 | 成田長泰11 | 成田長泰11 | 成田長泰11 |  |  | 小田朝興   | 小田朝興   | 小田朝興   | 小田朝興   | 小田朝興   | 小田朝興   |  |  | 成田泰季   | 成田泰季   | 成田泰季   | 成田泰季   | 成田泰季   | 成田泰季   |  |  |  |  |  |  |  |  |  |  |  |  |  |  |  |  |  |  |  |  |  |  |
|            |            |            |            |            |            |  |  |            |            |            |            |            |            |  |  |            |            |            |            |            |            |  |  |  |  |  |  |  |  |  |  |  |  |  |  |  |  |  |  |  |  |  |  |
| 成田氏長12 | 成田氏長12 | 成田氏長12 | 成田氏長12 | 成田氏長12 | 成田氏長12 |  |  | 成田長忠13 | 成田長忠13 | 成田長忠13 | 成田長忠13 | 成田長忠13 | 成田長忠13 |  |  | 成田長親   | 成田長親   | 成田長親   | 成田長親   | 成田長親   | 成田長親   |  |  |  |  |  |  |  |  |  |  |  |  |  |  |  |  |  |  |  |  |  |  |
| 成田氏長12 | 成田氏長12 | 成田氏長12 | 成田氏長12 | 成田氏長12 | 成田氏長12 |  |  | 成田長忠13 | 成田長忠13 | 成田長忠13 | 成田長忠13 | 成田長忠13 | 成田長忠13 |  |  | 成田長親   | 成田長親   | 成田長親   | 成田長親   | 成田長親   | 成田長親   |  |  |  |  |  |  |  |  |  |  |  |  |  |  |  |  |  |  |  |  |  |  |
|            |            |            |            |            |            |  |  |            |            |            |            |            |            |  |  |            |            |            |            |            |            |  |  |  |  |  |  |  |  |  |  |  |  |  |  |  |  |  |  |  |  |  |  |
| 甲斐姬     | 甲斐姬     | 甲斐姬     | 甲斐姬     | 甲斐姬     | 甲斐姬     |  |  | 成田重長   | 成田重長   | 成田重長   | 成田重長   | 成田重長   | 成田重長   |  |  | 成田氏宗14 | 成田氏宗14 | 成田氏宗14 | 成田氏宗14 | 成田氏宗14 | 成田氏宗14 |  |  |  |  |  |  |  |  |  |  |  |  |  |  |  |  |  |  |  |  |  |  |

## 登場作品
小說
- 笄堀（新潮社、山本周五郎著）
- 紅蓮之狼（祥傳社、宮本昌孝（日语：宮本昌孝）著）
- 水之城 尚未攻下（祥傳社、風野真知雄（日语：風野真知雄）著）
- 傀儡之城（日语：のぼうの城）（小學館、和田龍著）
- 忍城的姬武者（文化社（日语：ぶんか社）、近衛龍春（日语：近衛龍春）著）
- 甲斐姬飛翔 茜色之道（鳳書院、山名美和子（日语：山名美和子）著）

影視劇
- 傀儡之城（日语：のぼうの城#映画）（2012年、東寶、演：榮倉奈奈）

小冊
- 忍城甲斐姬物語（行田青年會議所）

漫畫
- 傀儡之城（小學館、和田龍作・花咲昭（日语：花咲アキラ）畫）
- 淚切姬～傀儡之城 甲斐姬外傳～（小學館、和田龍作・木嶋惠霖畫）

遊戲
- 戰國繪札遊戲 不如歸～HOTOTOGISU 亂～（Irem）
- 戰國無雙系列 &無雙OROCHI系列（光榮、配音：鈴木真仁）
- 信長之野望系列（光榮）
- 戰國大戰（SEGA、配音：三澤紗千香（SR、BSS和宴SR）、金元壽子（SS））
- 鬼武者Soul（CAPCOM、配音：田中理惠）

### 註解
1. ↑  然而，按黑田基樹的說法，太田資正之女在永祿9年（1566年）左右與氏長離婚後寄居於娘家[2]，按照這個說法太田資正才是最初的正室，而甲斐姬則應該是由繼室所生，不過黑田的說法屬實的話，與後來楠戶義昭記述甲斐姬是由繼室太田資正之女扶養成人的說法有矛盾之處。
2. ↑  三成因為此事而被評為不諳戰鬥[10]，從而受到諸將的嘲笑。有些意見指出這種劣評是源於關原之戰後勝出的德川氏散佈所致[11]。在三成與淺野長政互通的書信中顯示，三成不主張採用水攻，而是希望以兵力較多的優勢，強行攻佔忍城[11]，水攻可能是秀吉直接下達的指示，用意在向世人宣揚豐臣家權威的一場表演[11]。
3. ↑  豐臣秀吉、石田三成和淺野長政等人在忍城之戰時互通的現存書信中顯示，曾經交戰的地方只有忍城的支城皿尾城[12]。7月1日（7月31日）爆發的戰鬥中，在長政和木村重茲的襲擊下，豐臣軍雖然取得勝利，但是雙方均傷亡慘重[12]。另一方面，寺西正勝在寫給長政的書信中，記載他對於7月5日的戰鬥中大量士兵戰死一事表示憂慮[6]。由於戰事在興建堤壩途中已經結束，因此實際上豐臣軍未有對忍城發動水攻或總攻擊[13]。
4. ↑  其他說法為7月11日（8月10日）[18]或7月16日（8月15日）[6]，但是在淺野長政的書信中明確記載為7月14日[19]。
5. ↑  福島縣會津若松市周附近雖然沒有稱為福井城的城郭[21]，但是在郡山市湖南町存在稱為福良的地方[21]，該處附近其中一座城郭可能就是氏長的福井城[21]。另外，在蒲生氏和成田氏的分限帳中未見濱田兄弟之名出現[22]，因此討伐濱田兄弟一事可能只是虛構[22]。
6. ↑  按《藩翰譜》記載，秀吉在前往會津途中，於下野小山設陣時傳召氏長之妹，並且一見中情，妹妹一說則被認為是誤記[31]。
7. ↑  其中的「明玉」是形容其生前的形象是「愉快開朗心如止水的女性」[54]。